# CNN Arabic
CNN Arabic (arabe : سي إن إن بالعربية) est un site d'information situé à Dubaï, lancé le 19 janvier 2002. Faisant partie du réseau CNN, il fournit des informations internationales en langue arabe, avec des mises à jour continues sur les développements régionaux et internationaux.
Le site Web arabe de CNN est géré par un certain nombre de journalistes arabophones. Il comprend un certain nombre de sections, notamment les actualités mondiales, le Moyen-Orient, la science et la technologie, les affaires, les divertissements et les sports, en plus de reportages spéciaux et de vidéos.
La plateforme fournit un certain nombre de services supplémentaires tels qu'un flux gratuit d'actualités par e-mail et des actualités par SMS. Il contient également des informations sur le réseau CNN.
Les locaux de CNN Arabic sont basés à Dubaï Media City.